# Петрашень, Ростислав Владимирович
Ростислав Владимирович Петрашень (28 октября 1915, Москва, Российская империя — 22 августа 2011, Екатеринбург, Российская Федерация) — советский спортсмен и тренер по велоспорту и конькобежному спорту, заслуженный тренер РСФСР.

## Биография
Родился в семье ученого-химика профессора В. И. Петрашеня.
Спортивную деятельность начал в 1936 году в ДСО «Медик». В велоспорте был членом сборных команд СССР и РСФСР, чемпион СССР и РСФСР (1945), участник международных соревнований на треке во Франции (1947). В коньках был членом сборных команд РСФСР и ВЦСПС, участник чемпионатов СССР (1946 и 1947), чемпион ЦС ДСО «Спартак» (1947) и российского совета «Спартак» (1948). Мастер спорта СССР по велоспорту (1945), мастер спорта СССР по конькам (1946), Заслуженный тренер РСФСР (1961), судья республиканской категории (1937).
В послевоенное время работал тренером по конькам и велосипеду в ДСО «Спартак», ТФК, Стадионе пионеров и школьников.
В 1960 году перевелся в Свердловский медицинский институт, где занимал должность старшего преподавателя по конькобежному спорту кафедры физвоспитания.
В 1971—1987 гг. — старший преподаватель конькобежного спорта школы-интернат спортивного профиля города Свердловска.
Подготовил 28 мастеров спорта СССР - С. Селянин и др. Среди его учеников десять заслуженных тренеров СССР и РСФСР, в частности, И. Зыков, В. Недополз, Г. Долгополов, Я. Городецкий, Л. Живодеров и другие.
Скончался 22 августа 2011 года в Екатеринбурге. Похоронен на Ивановском кладбище.